# Такач, Карой
Такач Карой (венг. Károly Takács) — венгерский стрелок, чемпион Олимпийских Игр 1948, 1952 г.г..
Чемпион в стрельбе из скорострельного малокалиберного пистолета по силуэтам на 25 м. Стал одним из героев Олимпийских игр 1948 и 1952 годов. 
Историю этого человека приводят как образец подлинного мужества и воли к победе. В 1938 году при трагических обстоятельствах потерял правую руку. Однако за восемь месяцев научился стрелять левой рукой и уже в 1939 году он завоевал звание чемпиона мира. В 1948 году на Олимпиаде в Лондоне Такач победил в соревнованиях по стрельбе из пистолета, превзойдя мировой рекорд. Через четыре года на Олимпийских играх в Хельсинки Карой Такач успешно защитил свой титул и стал первым в истории двукратным олимпийским чемпионом в соревнованиях по стрельбе из скорострельного пистолета.
Такач также принимал участие в Олимпийских играх 1956 года в Мельбурне, где занял восьмое место.
В 1958 году стал чемпионом Спартакиады дружественных армий в стрельбе из пистолета.
- Подготовка к стрельбе, Польша 1961
- Могила в Будапеште